# Bennington (Nueva York)
Bennington es un pueblo ubicado en el condado de Wyoming en el estado estadounidense de Nueva York. En el año 2000 tenía una población de 3,349 habitantes y una densidad poblacional de 23.5 personas por km².

## Geografía
Bennington se encuentra ubicado en las coordenadas 42°49′45″N 78°23′51″O / 42.82917, -78.39750.

## Demografía
Según la Oficina del Censo en 2000 los ingresos medios por hogar en la localidad eran de $45,448, y los ingresos medios por familia eran $48,966. Los hombres tenían unos ingresos medios de $35,233 frente a los $28,292 para las mujeres. La renta per cápita para la localidad era de $18,247. Alrededor del 6.2% de la población estaban por debajo del umbral de pobreza.